# Vincenc Tuček
Vincenc Tuček   (Praga, 2 de febrer de 1773 - Pest, 2 de novembre de 1820) va ser un cantant, director d'orquestra i compositor txec.
Era fill d'un distingit músic, que fou el seu primer mestre, entrà com a tenor en el teatre del compte Schwerts, de Praga; el 1797 fou director de concerts del duc de Curlàndia, el 1800 director d'orquestra del teatre de Wroclaw i el 1802 del teatre Leopoldstadt de Viena.
Va escriure un ert nombre d'òperes, entre les quals cal mencionar: Hans Klachel (Praga, 1797); Rübezahl (Wroclaw, 1801); Els dos Dachels; Doemona la Cocinera; Moisés a Egipte; Sansón; El soltà Conradino; La caputxeta vermella i, Lanassa (1813), considerada com la millor de les seves obres. També deixà oratoris, cantates, denses i altres composicions.
Era l'avi de la soprano Leopoldine Tuček (1821-1883) i de Philipp Tuček (nascut el 1825) que va ser un compositor i violinista de la Hofkapelle de Berlín.